# Mirsad Mijadinoski
Mirsad Mijadinoski, född 1 oktober 1981 i Jugoslavien, är en makedonsk fotbollsspelare som spelar som försvarare för ungerska Debrecen.